# Chajdarkan
Chajdarkan (ryska: Хайдаркан, uzbekiska: Xaydarkon, ryska: Айдаркен) är en ort i Kirgizistan.   Den ligger i oblastet Batken, i den sydvästra delen av landet, 400 km sydväst om huvudstaden Bisjkek. Chajdarkan ligger 1 928 meter över havet och antalet invånare är 11 857.
Terrängen runt Chajdarkan är bergig åt sydväst, men åt nordost är den kuperad. Runt Chajdarkan är det ganska glesbefolkat, med 27 invånare per kvadratkilometer. Det finns inga andra samhällen i närheten. Trakten runt Chajdarkan består i huvudsak av gräsmarker.